# Asura punctata
Asura punctata är en fjärilsart som beskrevs av Henry John Elwes 1890. Asura punctata ingår i släktet Asura och familjen björnspinnare. Inga underarter finns listade i Catalogue of Life.